# 饗庭篁村

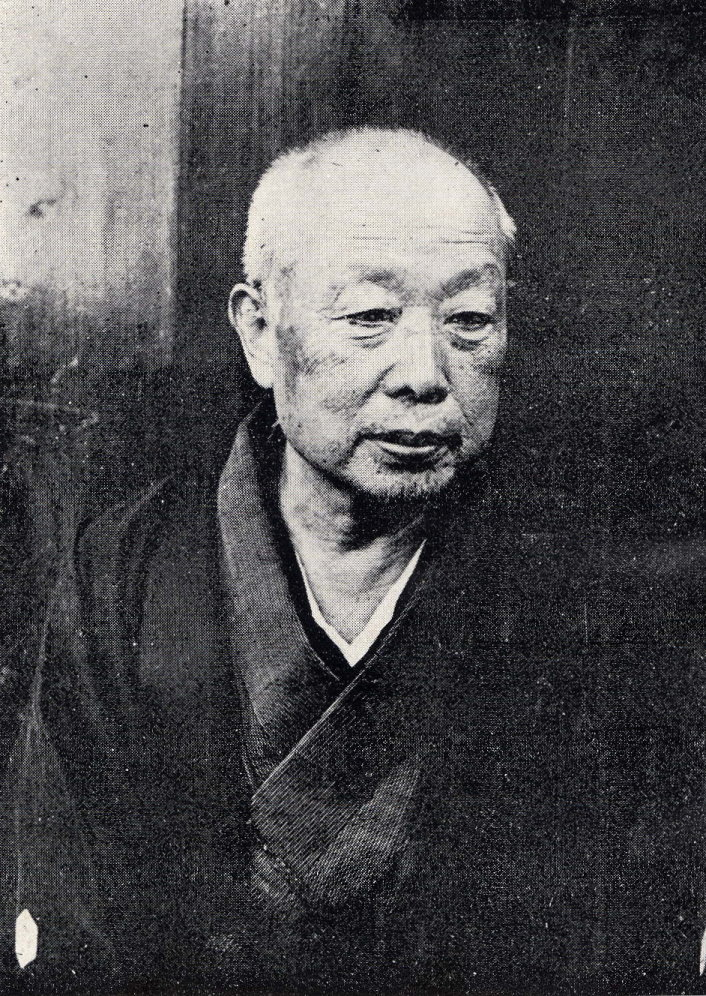
饗庭篁村（『竹の屋劇評』より）

饗庭 篁村（あえば こうそん、安政2年8月15日（1855年9月25日）- 1922年6月20日）は、明治時代の日本の小説家、演劇評論家。根岸派の重鎮。本名は與三郎。別号は竹の屋主人、龍泉居士、太阿居士。居住地の南傳町二丁目より南傳二とも。日本人として初めてポーの作品を翻訳した人物としても知られる。

## 概要
ほぼ独学ではあるが和漢学に造詣が深く俳諧の道にも明るかった。作家としては「戯作者」世代と坪内逍遥、幸田露伴ら新時代の作家たちとの過渡期に位置づけられる。篁村はこの時期の代表的な作家のひとりと見られており、幸田露伴は、饗庭篁村と須藤南翠が明治20年前後の「二文星」、「当時の小説壇の二巨星」であったと記し、江見水蔭は「篁南両大関時代」としたという。
篁村は読売新聞に編集記者として執筆していたが、1886年（明治19年）1月、前年に「小説神髄」と「当世書生気質」を世に出していた坪内逍遥（春のや主人）と知り合い、3-5月、読売新聞に長編「当世商人気質」を連載。これは人情の機微を穿った平明軽妙な文章で「商人（あきうど）」という職業身分の類型を3つの説話に描いたもので、篁村の出世作とされる。
「紀行文」でも、成島柳北とならんで明治初期、20年ごろの時期における代表的書き手で、根岸党の友人達との旅の紀行文などを新聞に連載した。明治20年代以降、幸田露伴、尾崎紅葉など、後進の小説家が新時代の小説を世に出すようになり、篁村は著作活動の比重を劇評や江戸文学研究に移していく。後年は「竹の屋主人」の名で朝日新聞に劇評を連載。

### 根岸党
篁村は1886年（明治19年）、下谷根岸に居を構え、付き合いのあった作家達ともども「根岸党」（のちに「根岸派」）と呼ばれるようになった。当時交友のあった人々には、劇通幸堂得知、画家高橋応真、高橋太華、岡倉天心、画家川崎千虎、森田思軒、中井錦城など。宮崎三昧、幸田露伴、陸羯南、須藤南翠も根岸党と目されていた。篁村は彼らと酒を酌み交わして歓談し、またともに旅を楽しんで紀行文を残した。

## 略歴
1855年（安政2年）、江戸下谷龍泉寺町に饗場（戸籍面）與之吉の五男として生まれる。先祖は近江の医者の家。父の代で東京に出て呉服屋を開いたが、篁村誕生当時の家業は質屋。生まれた年の10月2日に起きた安政の大地震で母を失う。その際、赤ん坊であった篁村を助けたのが「近くの竹村氏」であり、それにちなんで後に「篁村」「竹の屋」の号を用いることにしたという。本人は自伝的短文で「竹村何某方に里にやられ乳をのみたる母の恩を忘れぬ為なり」と書いている。
11歳から15歳まで日本橋新材木町の箱根屋という質屋に奉公に預けられたが、女婿山田清作の聞き書きによれば、主人に愛されて貸本は読み放題、「観劇の常侶（つねども）を承ったり」という状態で、篁村の「劇や俳諧に関する修養」や「遊芸乃至花柳界に関する知識」はこの丁稚奉公時代に養われたものであるという。1869年（明治2年）、15歳で生家にもどり兄與之吉の下で家業を手伝う。1874年（明治7年）、19（20）歳で日就社（読売新聞発行元）に入社し校正を担当。1876年（明治9年）、入社した高畠藍泉（三世柳亭種彦）に引き立てられ読売新聞の編集記者となり、紙上に様々な文を発表し、やがて岡本起泉、古川魁蕾とともに「文壇三才子」と称されるようになる。
1886年（明治19年）1月に坪内逍遥と知り合う。このころ、根岸御隠殿に転居。3月23日-5月20日、読売新聞に長編「当世商人気質」を連載（第1回のみ「今様商人気質」）。同年に長編「人の噂」、1887年（明治20年）ポーの翻案「西洋怪談 黒猫」・「ルーモルグの人殺し」、1889年（明治22年）短編「良夜」ほか、著述多数を発表。1889年（明治22年）7月5日から1890年（明治23年）12月30日にかけて、著述全集ともいえる『小説 むら竹』20巻を春陽堂から出版。1889年（明治22年）、東京朝日新聞に移る。入社直後から1922年（大正11年）まで「竹の屋主人」の名で朝日新聞に劇評を執筆する。1892年（明治25年）には東京専門学校（現早稲田大学）で近松門左衛門を講じている。1919年（大正8年）、東京朝日新聞社客員。1922年（大正11年）、脳の障害のため死去。勸文院篁村清節居士。本郷駒込染井墓地(現在の染井霊園)に眠る。

## 代表作
小説
- 当世商人気質（1886年 - 1889年 読売新聞連載）
- 人の噂（1886年 読売新聞連載）
- 走馬燈（まはりどうらう 1887年 読売新聞発表）
- 魂膽（1888年 読売新聞発表）
- 面目玉（めんぼくだま　1889年 読売新聞連載）
- 掘り出し物（「新著百種」第2号　1889年 吉岡書籍店）
- 良夜（1889年 國民之友に掲載）
- 驅落の驅落
- 俳諧気違ひ

論考
- 大石眞虎の傳（おおいしまとらのでん　1888年 読売新聞発表）

紀行
- 鹽原入浴の記（1888年6月14日 - 20日　読売新聞：6回）
- 木曾道中記（1890年5月3日 - 7月3日　東京朝日新聞：20回）
- 水戸の観梅（1895年3月3日 - 17日　東京朝日新聞：6回）
- 小金井の櫻（1899年）
- 新西遊記（1900年5月28日 - 8月9日 東京朝日新聞に連載）
- 伊勢参宮（右田寅彦との交互執筆 明治40年）

翻案
- エドガー・アラン・ポー「ルーモルグの人殺し」（1886年 読売新聞連載）
- エドガー・アラン・ポー「西洋怪談 黒猫」（1887年 読売新聞連載）
- チャールズ・ディケンズ「影法師（原作：クリスマス・キャロル）」（1888年 読売新聞連載）

## 主な著書
- 『むら竹』、春陽堂、1889年7月－1890年12月。
- 『旅硯』、1901年。
- 『巣林子撰註』（近松研究）、1902年。
- 『雀躍』（評論随筆）、1909年。
- 『篁村叢書』、1912年。
- 『竹の屋劇評集』（「明治文学名著全集」 第12編）、東京堂、1927年。
- 『饗庭篁村集』、1928年。

近年刊
- 『饗庭篁村　明治の文学　第13巻』　坪内祐三編、平成15年（2003年）